# Alano da Rocha
Alano da Rocha (em francês: Alain de La Roche; Plouër-sur-Rance, 8 de setembro de 1428 – Zwolle, 8 de setembro de 1475) foi um frade dominicano bretão que se tornou famoso pela sua particular devoção ao rosário. É tradicionalmente venerado como beato pela Igreja Católica.

## Biografia

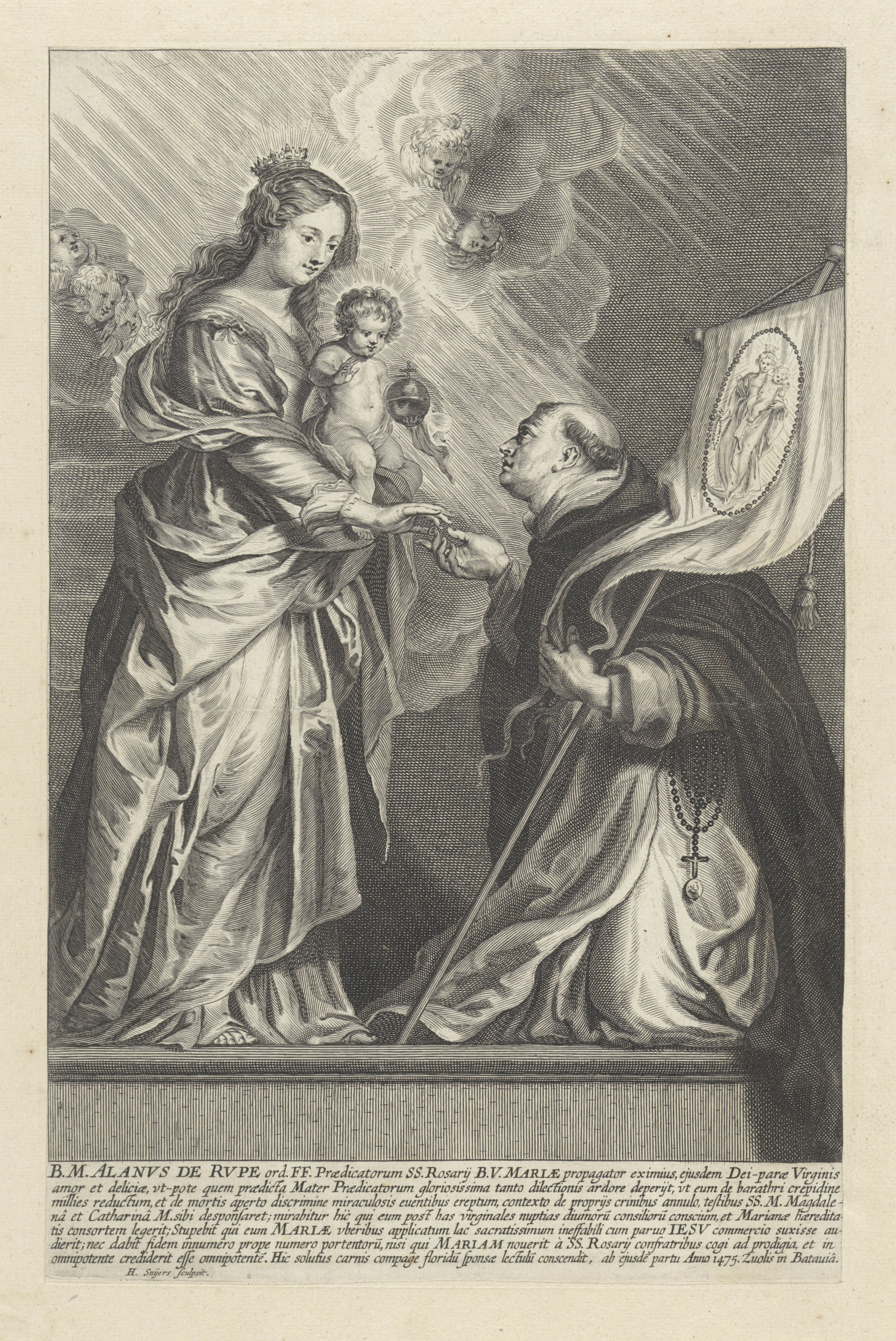
A Virgem com o menino fazem a promessa ao beato Alano da Rocha

Nascido em Dinan, Bretanha, por volta de 1428, ele entrou para a Ordem Dominicana em 1459, aos trinta e um anos. Enquanto prosseguia seus estudos em Saint Jacques, Paris, ele se destacou em filosofia e teologia. De 1459 a 1475, ele ensinou quase ininterruptamente em Paris, Lille, Douai, Gante e Rostock, onde em 1473, foi reconhecido "Mestre em Teologia". Durante seus dezesseis anos de ensino, ele se tornou um pregador renomado. Ele era infatigável no que considerava sua missão especial, a pregação e o restabelecimento do Rosário, o que fez com sucesso em todo o norte da França, Flandres e Holanda. Por volta de 1470, ele fundou a Confraria do Saltério da Gloriosa Virgem Maria, que foi fundamental na disseminação do rosário por toda a Europa.
Alano não publicou nada durante sua vida, mas imediatamente após sua morte os irmãos de sua província foram ordenados a coletar seus escritos para publicação. Estes foram editados em diferentes momentos e causaram alguma controvérsia entre os estudiosos. Uma lista de escritos atribuídos a Alanus foi compilada por JGT Graesse em Trésor des livres rares et précieux (1859).

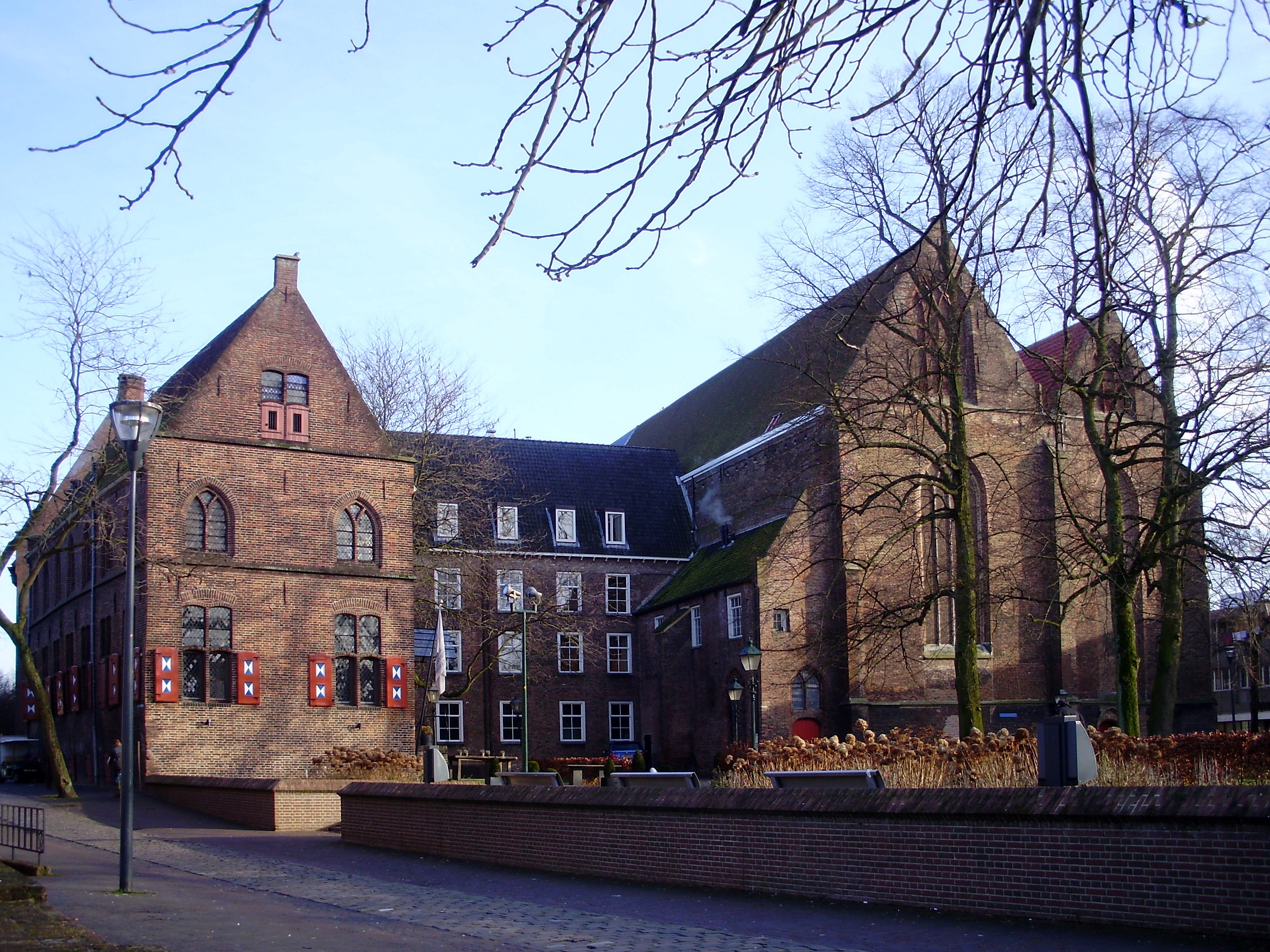
A antiga igreja de Zwolle, onde hoje funciona uma biblioteca

Alano faleceu em 8 de setembro de 1475, em Zwolle, Holanda, de causas naturais. Apesar de suas contribuições significativas e sua personificação das virtudes dominicanas, ele nunca foi formalmente beatificado, embora assim seja tradicionalmente invocado. Sua memória é celebrada em 8 de setembro pela Igreja Católica. Na Bélgica, Alano é celebrado em 14 de agosto.
Alano foi enterrado em Broerenkerk, uma igreja dominicana em Zwolle que foi posteriormente desconsagrada. Por volta do ano de 1630, um padre dominicano e um irmão da mesma ordem vieram a Zwolle, ambos disfarçados em roupas civis, com o objetivo de recuperar o seu túmulo, mas a investigação não levou a nenhum resultado. Hoje, o local da antiga igreja dominicana funciona como uma biblioteca.

## Devoção ao Rosário

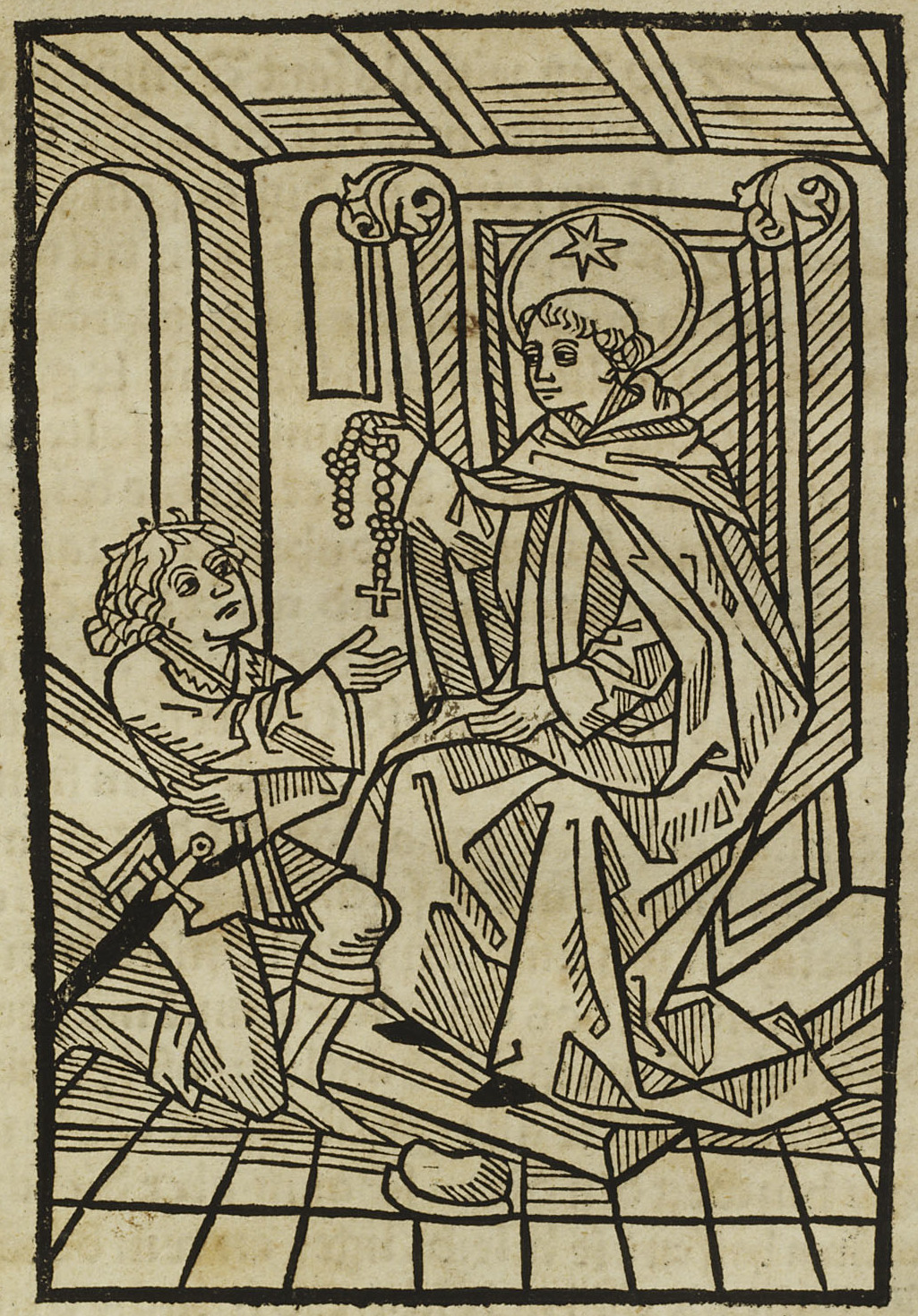
Xilogravura do "Saltério de Alano", 1492

De acordo com uma antiga tradição dominicana, no início do século XIII, Domingos de Gusmão estava angustiado com sua falta de sucesso em sua pregação contra os albigenses e orou à Virgem Maria por ajuda. Ela teria aparecido a ele e lhe dito para usar seu saltério em conjunto com sua pregação. Este saltério, um costume de rezar 150 Ave-Marias em vez de Salmos, desenvolveu-se no Rosário.
Esta origem tradicional para o Rosário foi geralmente aceita até o século XVII, quando os Bolandistas concluíram que o relato se originou com Alano, escrevendo mais de duzentos anos após a vida de Domingos. Alano atribuiu suas descrições de Domingos a uma visão de 1460; autores posteriores sugeriram que ele pode tê-las inventado para animar sermões. John Timothy McNicholas, um bispo católico, sustentou que os relatos de Alano não deveriam ser considerados históricos. Herbert Thurston, ao descrever Alano como piedoso e sincero, argumentou que ele era "uma vítima das alucinações mais espantosas" e que suas revelações eram baseadas no testemunho imaginário de escritores inexistentes.
De acordo com Alano, Maria fez quinze promessas específicas aos cristãos que rezam o Rosário. As quinze promessas do rosário variam de proteção contra o infortúnio a merecer um alto grau de glória no céu. Um panfleto comumente impresso das promessas traz o imprimatur de Patrick Joseph Hayes, que foi arcebispo de Nova York de 1919 a 1938. O panfleto pode ser um trecho de uma obra anterior com o imprimatur do prelado. Tal imprimatur teria sido emitido após a emissão de um nihil obstat ("nada obsta") por um censor que revisou o material para determinar se ele contradizia o ensino católico. Sob as regras do direito canônico, nem um nihil obstat nem um imprimatur refletiriam necessariamente a opinião pessoal do censor ou do arcebispo em relação ao documento revisado. Foi o antecessor de Hayes, o cardeal John Murphy Farley, que emitiu um imprimatur para a edição da Enciclopédia Católica que descreve as promessas do rosário como não históricas.